# Лазаро, Валентино
Валенти́но Ландо Лазаро́ (нем. Valentino Lando Lazaro; род. 24 марта 1996, Грац, Австрия) — австрийский футболист, крайний полузащитник и крайний защитник итальянского клуба «Интернационале», выступающий на правах аренды за клуб «Торино». Игрок сборной Австрии.

## Карьера

### Клубная
Валентино начал заниматься футболом в 2002 году в академии «ГАКа» из его родного Граца.
В 2011 Лазаро перешёл в академию клуба «Ред Булл» Зальцбург.
3 ноября 2012 года в возрасте 16 лет и 224 дней дебютировал в составе «Ред Булл», выйдя на замену на 84 минуте и став самым молодым игроком в истории Австрийской Бундеслиги. Свой первый мяч за основной состав Лазаро забил 6 февраля 2013 года в товарищеском матче против «Динамо (Ческе-Будеёвице)». В чемпионате Австрии отметился забитым голом 23 февраля 2014, сравняв счёт во встрече с «Адмира Ваккер Мёдлинг».
3 августа 2017 года стало официально известно, что Лазаро отправился в годичную аренду с правом выкупа в «Герту».
1 июля 2019 миланский «Интер» объявил о переходе Лазаро в свой стан. С 23-летним футболистом был подписан контракт до 30 июня 2023 года. По оценкам СМИ, «Интер» заплатил за Лазаро около 22 млн евро плюс бонусы. 14 июля Валентино дебютировал за «нерадзурри» в товарищеском матче против «Лугано», выйдя на замену на 66 минуте.
24 января 2020 года Лазаро отправился в аренду в английский «Ньюкасл Юнайтед». Первый гол в составе команды футболист забил в ворота «Вест Бромвич Альбион», где «Ньюкасл Юнайтед» одержал победу со счетом 3:2 и обеспечил себе выход в четвертьфинал Кубка Англии. 1 июня Лазаро отметился голом в Премьер-лиге в победной игре с «Борнмутом».
После окончания аренды в английском клубе, 20 августа, Лазаро перешел в немецкий клуб Боруссия (Мёнхенгладбах) на один сезон. 8 ноября он забил мяч ударом скорпиона в игре с «Байер 04». Этот гол был признан лучшим голом месяца в ноябре и лучшим голом сезона в Бундеслиге.
1 августа 2022 года Валентино Лазаро стал игроком итальянского «Торино», подписав контракт аренды с опцией выкупа.

### В сборной
С 2011 года выступает за юношеские сборные Австрии. Был включен в состав сборной Австрии на юношеский чемпионат Европы 2013. 30 мая 2014 года Лазаро дебютировал в сборной Австрии в товарищеской встрече со сборной Исландии.
| №  | Дата             | Оппонент             | Счёт | Голы  | Пасы | Карточки | Минуты | Соревнование             |
| -- | ---------------- | -------------------- | ---- | ----- | ---- | -------- | ------ | ------------------------ |
| 1  | 30 мая 2014      | Исландия             | 1:1  | —     | —    | —        | 15'    | Товарищеский матч        |
| 2  | 3 июня 2014      | Чехия                | 2:1  | —     | —    | —        | 6'     | Товарищеский матч        |
| 3  | 8 сентября 2014  | Швеция               | 1:1  | —     | —    | —        | 4'     | Отбор ЧЕ-2016 (группа G) |
| 4  | 12 октября 2014  | Черногория           | 1:0  | —     | —    | —        | 7'     | Отбор ЧЕ-2016 (группа G) |
| 5  | 15 ноября 2016   | Словакия             | 0:0  | —     | —    | —        | 90'    | Товарищеский матч        |
| 6  | 24 марта 2017    | Молдова              | 2:0  | —     | —    | —        | 69'    | Отбор ЧМ-2018 (группа D) |
| 7  | 28 марта 2017    | Финляндия            | 1:1  | —     | —    | —        | 90'    | Товарищеский матч        |
| 8  | 11 июня 2017     | Ирландия             | 1:1  | —     | —    | —        | 90'    | Отбор ЧМ-2018 (группа D) |
| 9  | 6 октября 2017   | Сербия               | 3:2  | —     | —    | —        | 13'    | Отбор ЧМ-2018 (группа D) |
| 10 | 9 октября 2017   | Молдова              | 1:0  | —     | —    | —        | 31'    | Отбор ЧМ-2018 (группа D) |
| 11 | 14 ноября 2017   | Уругвай              | 2:1  | —     | —    | —        | 16'    | Товарищеский матч        |
| 12 | 23 марта 2018    | Словения             | 3:0  | —     | —    | —        | 67'    | Товарищеский матч        |
| 13 | 27 марта 2018    | Люксембург           | 4:0  | —     | —    | —        | 90'    | Товарищеский матч        |
| 14 | 6 сентября 2018  | Швеция               | 2:0  | —     | —    | —        | 31'    | Товарищеский матч        |
| 15 | 11 сентября 2018 | Босния и Герцеговина | 0:1  | —     | —    | —        | 90'    | Лига наций 18/19 (В)     |
| 16 | 12 октября 2018  | Северная Ирландия    | 1:0  | —     | —    | —        | 90'    | Лига наций 18/19 (В)     |
| 17 | 16 октября 2018  | Дания                | 0:2  | —     | —    | —        | 90'    | Товарищеский матч        |
| 18 | 15 ноября 2018   | Босния и Герцеговина | 0:0  | —     | —    | —        | 90'    | Лига наций 18/19 (В)     |
| 19 | 18 ноября 2018   | Северная Ирландия    | 2:1  | 90+3′ | —    | —        | 90'    | Лига наций 18/19 (В)     |
| 20 | 21 марта 2019    | Польша               | 0:1  | —     | —    | —        | 81'    | Отбор ЧЕ-2020 (группа G) |
| 21 | 24 марта 2019    | Израиль              | 2:4  | —     | —    | 44'      | 90'    | Отбор ЧЕ-2020 (группа G) |
| 22 | 7 июня 2019      | Словения             | 1:0  | —     | —    | 80'      | 90'    | Отбор ЧЕ-2020 (группа G) |
| 23 | 10 июня 2019     | Македония            | 4:1  | 39′   | —    | —        | 90'    | Отбор ЧЕ-2020 (группа G) |
| 24 | 6 сентября 2019  | Латвия               | 6:0  | —     | —    | —        | 69'    | Отбор ЧЕ-2020 (группа G) |
| 25 | 9 сентября 2019  | Польша               | 0:0  | —     | —    | —        | 77'    | Отбор ЧЕ-2020 (группа G) |
| 26 | 10 октября 2019  | Израиль              | 3:1  | 41′   | —    | —        | 90'    | Отбор ЧЕ-2020 (группа G) |
| 27 | 13 октября 2019  | Словения             | 1:0  | —     | 1    | —        | 88'    | Отбор ЧЕ-2020 (группа G) |

Итого: сыграно матчей: 27 / забито голов: 3; победы: 16, ничьи: 6, поражения: 5.

## Достижения
«Ред Булл» (Зальцбург)
- Чемпион Австрии (5): 2011/12, 2013/14, 2014/15, 2015/16, 2016/17
- Обладатель Кубка Австрии (4): 2013/14, 2014/15, 2015/16, 2016/17